# Pedro de Zúñiga y Enríquez
Pedro Juan Luis de Zúñiga y Enríquez (Valladolid, 1603-La Coruña, 20 de octubre de 1668), noble español de la Casa de Zúñiga, IV marqués de Aguilafuente, señor de Baltanás, Guaza de Campos y Renedo de Valdivia en Palencia, Casa de Baza, Orce y Galera en Granada, Sotosalbos en Segovia, asistente de Sevilla, alcaide de Granada, capitán general de las costas de Granada, gentilhombre de la cámara del rey, consejero de guerra y de la junta de represalias, gobernador y capitán general del reino de Galicia.

## Filiación
Hijo de Juan Luis de Zúñiga y Enríquez, III marqués de Aguilafuente, y de su esposa Juana Clara Enríquez Portocarrero, hija de Pedro Luis Portocarrero, I marqués de Alcalá de la Alameda, y de su tercera esposa Francisca Enríquez Fajardo, señora de Orce y Galera. Se casó con Juana Antonia Ramírez de Arellano, hija de Felipe Ramírez de Arellano, VII conde de Aguilar de Inestrillas, y de su esposa doña Luisa Manrique de Lara. Tuvieron en su matrimonio seis hijos, tres de ellos fallecieron de niños, su primogénito Juan fue gobernador de Gibraltar, falleció sin haber tomado estado, Ana María fue monja en el convento de Santa Cruz de Valladolid, Manuel de Zúñiga y Arellano, heredó los títulos y estados de su casa y fue V marqués de Aguilafuente, casado con Francisca de Ayala y Osorio, III condesa de Villalba, hija de Bernardino de Ayala y Guzmán, II conde de Villalba, y de su esposa Luisa Osorio de los Cobos, V señora de Abarca.

## Al servicio de los reyes Felipe IV y Carlos II
Pedro de Zúñiga fue nombrado por el Cabildo de la ciudad de Sevilla su Asistente (oficio que también se tituló capitán general), cargo que desempeñó desde el 26 de abril de 1651 hasta el 24 de junio de 1652, alcaide de Baza, capitán general de las costa de Granada. Fue gentilhombre de la cámara del rey Felipe IV de España. Durante la regencia de la reina madre Mariana de Austria en el reinado de Carlos II de España fue miembro del Consejo de Estado y de la Junta de Represalias en 1667. Fue nombrado el 17 de mayo de 1668 gobernador y capitán general del reino de Galicia. Falleció en La Coruña ejerciendo el cargo en octubre del mismo año.

## Señorío
A la muerte de su padre informó por carta de 10 de febrero de 1612 a la Cámara de Castilla pidiendo la conformidad del rey en la sucesión del título de marqués de Aguilafuente.
Litigió pleito sobre los bienes heredados con Juan de Avellaneda, corregidor de Valladolid, en 1612 y con Antonio de Quiñones y Pimentel, conde de Benavente y de Luna, en 1626. También litigió pleito sobre derechos de señorío con el concejo, justicia, regimiento y vecinos de Guaza de Campos (Palencia) en 1622.